# 소이 쿠바
《소이 쿠바》(Soy Cuba, I Am Cuba, 러시아어: Я Куба)는 쿠바에서 제작된 미하일 칼라토조프 감독의 1964년 드라마 영화이다. 세르지오 코리에리 등이 주연으로 출연하였다.

## 출연

### 주연
- 세르지오 코리에리
- 호세 갈라도

### 조연
- 라울 가르시아
- 루즈 마리아 콜라조
- 장 부이스
- 알버토 모건
- 셀리아 로드리게즈